# Les Rendez-vous bourgeois
Les Rendez-vous bourgeois är en opéra bouffon i en akt med musik av Nicolas Isouard och libretto av François Benoît Hoffmann. Verket är i form av en opéra comique med talad dialog mellan musiknumren. Operan hade premiär på Opéra-Comique i Salle Feydeau i Paris den 9 maj 1807.
Operan blev en regelbunden del av Opéra-Comique-repertoaren och framfördes mer än 760 gånger fram till 1930-talet. Verket består av en ouvertyr och tio sångnummer. Det sattes senare upp på Bouffes-Parisiens, Théâtre de la Gaîté och Théâtre de la Renaissance den 11 mars 1879 med 25 föreställningar med en rollbesättning bestående av Jean-François Berthelier som Bertrand, Jane Hading som Charles och Mily-Meyer som Louise. Andra sångare som har sjungit i operan är Alice Ducasse, Barnolt (Bertrand), Jean Vieuille, Galli-Marié (Cesar), Esther Chevalier (Julie), och Félix Vieuille (Dugravier).
Svensk premiär den 7 februari 1814 på det Gustavianska operahuset i Stockholm med titeln De löjliga Mötena'.

## Personer
| Roller / (Svenska rollnamnen)                          | Stämma      | Premiärbesättning, 9 maj 1807                       |
| ------------------------------------------------------ | ----------- | --------------------------------------------------- |
| Julie, husa hos Reine och Louise / (Lotta)             | mezzosopran | Jeanne-Charlotte Schrœder, kallad 'Mme Saint Aubin' |
| Reine, dotter till Dugravier / (Regina)                | sopran      | Desirée Péllet                                      |
| Louise, niece till Dugravier / (Lovisa)                | sopran      | Marie-Lucile Moreau                                 |
| Dugravier, en pensionerad tobakshandlare / (Snusemark) | bas         | Antoine Juliet 'père'                               |
| Jasmin, betjänt, förälskad i Julie / (Hurtig)          | baryton     | Jean-Pierre Moreau                                  |
| Charles, Louises älskade / (Leander)                   | tenor       | Paul Dutreck kallad 'Paul'                          |
| Bertrand, Dugraviers betjänt / (Blundström)            | tenor       | Paul Lesage                                         |
| César, Reines älskade / (Cæsar)                        | tenor       | Auguste Huet                                        |

## Handling
Plats: Ett sommarhus nära skogen i Bondy
Tid: 1807
Dugravier lever med sin dotter Reine, sin niece Louise och sina tjänare Julie och Bertrand. Den senare är förälskar i Julie men hon föredrar Jasmin som är betjänt i ett närbeläget hus. Dugravier reser till Paris med Bertrand för att anordna bröllopen mellan Reine och Louise till sönerna till två rika män. De ger sig av nattetid genom den farliga skogen. Då Dugravier är borta bekänner Louise för Julie att hon älskar Charles med vilken hon har bestämt möte samma natt. Reine bekänner att även hon har stämt möte med sin älskade César. Charles, Caesar och Jasmin gömmer sig då Dugravier oväntat återkommer och säger att han har mött rånare på vägen. De tre unga männen försvinner ut genom ett fönster, men kommer snart tillbaka och påstår att de har jagat bort de påhittade rånarna. De presenterar sig som de två friarna och Dugravier går med på alla tre äktenskapen.